# Ходжес, Эндрю
Эндрю Ходжес (англ. Andrew Hodges; род. 1949) — британский математик, писатель и активист движения за права геев.

## Биография
Эндрю Ходжес родился в 1949 году в Лондоне, Англия. С начала 1970-х годов Ходжес работал над теорией твисторов, которая представляет собой подход к проблемам фундаментальной физики, впервые предложенный Роджером Пенроузом.
Ходжес наиболее известен как автор биографической книги о математике Алане Тьюринге «Алан Тьюринг: Энигма» (1983; рус. пер. 2015). Специалист в области компьютерных наук Дональд Мичи в рецензии, опубликованной в журнале «New Scientist», назвал книгу «чудесной и правдивой». В 2002 году писатель-биограф Майкл Холройд включил её в список десяти лучших биографий. По книге снят фильм «Игра в имитацию» с Бенедиктом Камбербэтчем в роли Тьюринга. В 2015 году эта картина была награждена премией «Оскар» за лучший адаптированный сценарий.
Эндрю Ходжес с 1986 года является преподавателем математики в Оксфордском университете.